# Michail Abramowitsch Kaufman
Michail Abramowitsch Kaufman (russisch Михаил Абрамович Кауфман; * 4. September 1897 in Białystok als Moisej Abelowitsch Kaufman; † 11. März 1980 in Moskau) war ein sowjetischer Kameramann und Regisseur für Dokumentar- und Spielfilme.

## Leben
Michail Kaufman wuchs in der damals zu Russland gehörenden Stadt Bialystok als Sohn eines Buchhändlers auf. Seine Eltern heirateten dort 1894 und hatten zwei weitere Söhne, die ebenfalls später bekannte Filmemacher wurden: Dsiga Wertow (1895–1954) und Boris Kaufman (1903 oder 1906–1980). Er diente während des Ersten Weltkrieges in der Armee und auch danach bis 1922 in der Roten Armee. Michail Kaufman ist Träger der Medaille „Für heldenmütige Arbeit im Großen Vaterländischen Krieg 1941–1945“. Sein Grab befindet sich auf dem Wagankowoer Friedhof in Moskau, auf dem viele prominente Persönlichkeiten beerdigt sind.

## Kinoarbeit
Nach der Entlassung aus der Roten Armee begann er die Zusammenarbeit mit seinem Bruder Dsiga Wertow bei dessen Filmprojekten, etwa dessen Serie Kino-Prawda (1922, vergleichbar mit einer Wochenschau). Die gemeinsame Tätigkeit währte bis 1929. 
Unter anderem war er der Kameramann von Dsiga Wertows Film Der Mann mit der Kamera (1929), der ein Meilenstein der Kinogeschichte wurde. Ab 1923 war er auch Regisseur eigener Filme, oft zugleich als Kameramann. Von 1941 bis 1977 war er Regisseur des Zentralen Filmstudios für populärwissenschaftliche Lehrfilme Zentr-nautsch-film.

## Filmografie (Auswahl früher Filme)
- 1924: Das Kino-Auge (Kameramann)
- 1926: Moskau (Regie und Kamera)
- 1929: Der Mann mit der Kamera (Kameramann)
- 1930: Im Frühling (Regie und Kamera)
- 1931: Unvergesslicher Marsch (Regie und Kamera)